# وكالة سمارت للأنباء
وكالة سمارت للأنباء وكالة إعلامية مستقلة على الإنترنت باللغة العربية تعمل بشكل أساسي في سوريا. وهي مملوكة من قبل فريق ثورة العمل الإعلامي السوري ( SMART )، تعد أكبر شبكة إعلامية معارضة مستقلة تعمل في سوريا. تم إطلاق الوكالة في أغسطس 2013، وتصدر الوكالة محتوى إخباريًا يوميًا، بما في ذلك الصور ومقاطع الفيديو والنصوص. اعتبارا من أكتوبر 2015 كان يعمل لدى الوكالة حوالي 300 موظف.

## التاريخ
أسس الناشطون السوريون المعارضون للنظام السوري المقيمون في فرنسا فريق ثورة العمل الإعلامي السوري (SMART) في أبريل 2011. تتعاون سمارت مع مؤسسات إعلامية أخرى مثل جمعية دعم الإعلام الحر وعنب بلدي. وشمل جزء من عملهم تهريب أجهزة المودم إلى سوريا لبث المحتوى.
في عام 2014، قدم الصندوق الأوروبي للديمقراطية، ومقره بروكسل بلجيكا، منحة بقيمة 129000 يورو.
في سبتمبر 2015، أصدرت وكالة سمارت الإخبارية و Okio Report فيديو تفاعلي للواقع الافتراضي في أعقاب هجوم شمال غرب سوريا في 26 سبتمبر، قُتل صحفي سمارت الذي صور الفيديو في غارة جوية في تفتناز. بعد يومين داهمت الدولة الإسلامية في العراق والشام مكتب سمارت في دير الزور وتم اختطاف اثنين من موظفي سمارت.
في يونيو 2016، أصدرت وكالة سمارت للأنباء فيديو آخر، هذه المرة عن الدفاع المدني السوري في حلب.

## روابط خارجية
- موقع وكالة سمارت للأنباء الرسمية
- وكالة سمارت للأنباء قناة يوتيوب الرسمية
- حساب تويتر لوكالة SMART الإخبارية الرسمية